# Francesc de Paula Campà i Porta
Francesc de Paula Campà i Porta (Vic, 1838 - Barcelona, 1892) fou un obstetre i ginecòleg català, fundador amb el doctor Manuel Candela de la tocoginecologia valenciana en el segle xix.

## Carrera
Va estudiar medicina a la Universitat de Barcelona, on es llicencià en 1861. Després d'exercir uns anys a Vic regressà a Barcelona, on es dedicà a la tocoginecologia i als estudis histopatològics. Posteriorment va traslladar-se a València i es va integrar en el grup experimentalista de la seva Universitat. Fou catedràtic d'obstetrícia i de malalties de la dona i dels infants des de 1872 fins a 1889. Aquest any es traslladà com a catedràtic a la Universitat de Barcelona. Va morir tres anys després.
La seva nombrosa obra el convertí en un dels més rellevants divulgadors mèdics del panorama internacional de l'època. Fundà en 1877 la revista La Crònica Mèdica. Publicà més de dos-cents articles, als quals, a més de casos clínics amb anàlisis histopatològics, desenvolupà l'estudi de la fisiopatologia de la menstruació i la sepsi puerperal. Aquesta patologia i la seva prevenció va analitzar-la des dels suposats de la microbiologia mèdica.
El seu instrumental de treball es troba exposat al Museu Històric Mèdic de la Universitat de València, amb els d'altres il·lustres doctors com ara Manuel Candela i Francisco Bonilla Martí.

## Publicacions
Algunes de les seves obres més destacades foren:
- Campá y Porta, Francisco de Paula (1878). Librería de Pascual Aguilar, València (ed.). Tratado completo de obstetricia.
- Campá y Porta, Francisco de Paula (1881). Imp. Josep M. Blesa (ed.). Lecciones de ginecopatía o enfermedades especiales de la mujer, profesadas en la facultad de Medicina de Valencia...

També fou fundador i redactor de «La Crònica Mèdica».